# Can Sants (Castellcir)
Can Sants és una masia del terme municipal de Castellcir, al Moianès.
Està situada en el sector central-oriental del terme, al sud-est del nucli principal del poble de Castellcir, el Carrer de l'Amargura. És a la dreta de la riera de Castellcir, al sud i a prop de Sant Andreu de Castellcir. És també al sud-oest del Molí del Bosc i més lluny en la mateixa direcció de la masia del Bosc. També al sud-est seu hi ha els antics molins del Molí Nou i del Mig. Can Sants consta documentat el 1666.
Mena a la masia el Camí de Can Sants.